# Sérá fuku

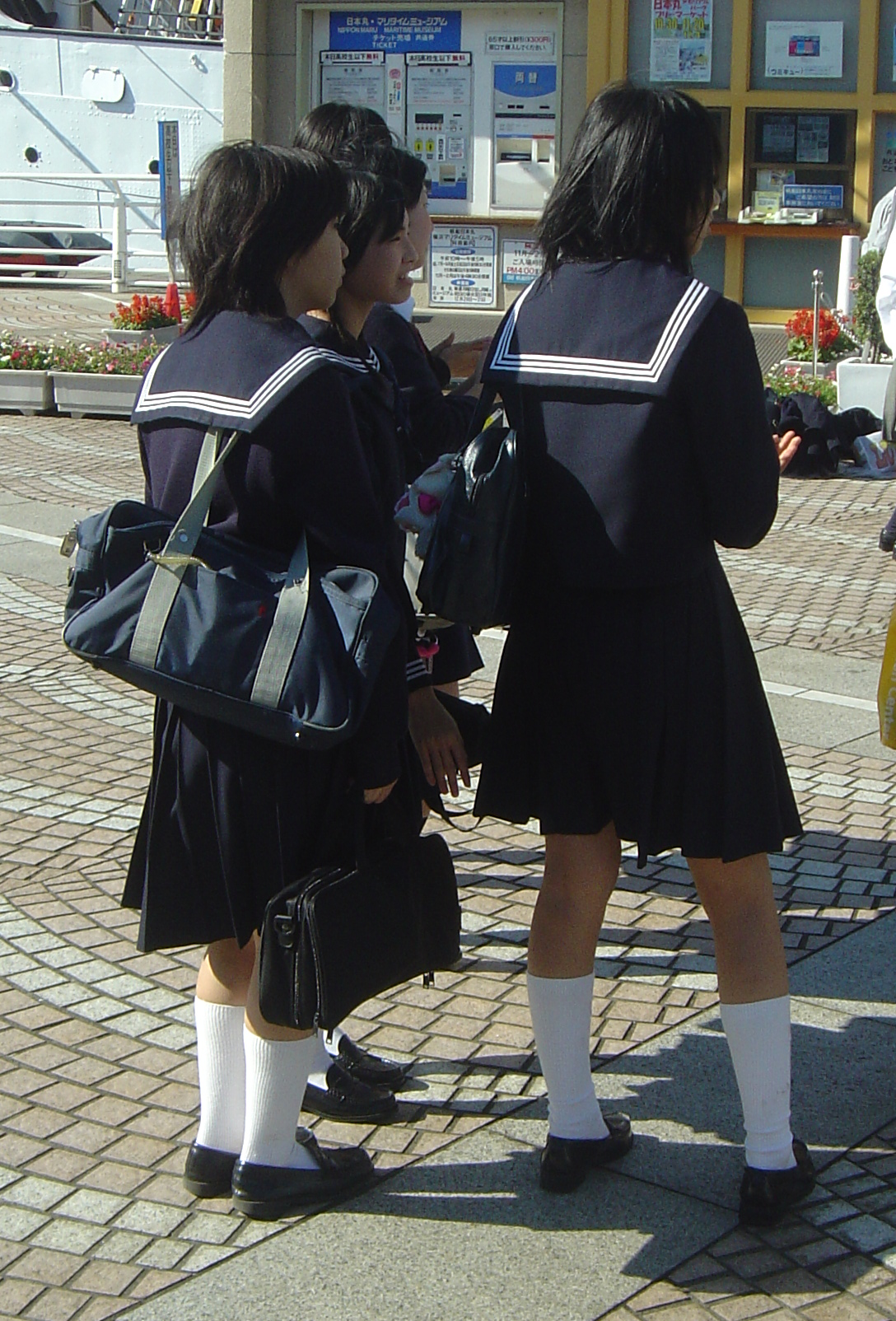
Dívky v námořnických sérá fuku

Sérá fuku (japonsky: セーラー服; sérá-fuku, někdy také nazývaná sailor fuku) je japonská dívčí školní uniforma, kterou nosí studentky vyšších základních a středních škol. Poprvé byla zavedena v roce 1921 ředitelkou školy Fukuoka-džo-gakuin (福岡女学院) Elizabeth Leeovou. Ta měla zkušenosti se školními uniformami z doby svého pobytu ve Velké Británii jako výměnná studentka, a to ovlivnilo návrh nových uniforem, které byly navrženy podle vzoru uniforem používaných britským Královským námořnictvem v té době. Japonský název sérá fuku znamená námořnický oblek – první slovo (sérá) je přejatý anglický výraz sailor (námořník) s japonskou výslovností a druhé slovo (fuku) je obecný japonský výraz pro oblek či šaty.

## Popis
Stejně jako chlapecká uniforma gakuran vykazuje i sérá-fuku jistou podobnost s různými vojenskými námořními uniformami. Uniforma se skládá z blůzy spojené s límcem (襟; eri) v námořnickém stylu a skládané sukně. Letní a zimní varianta se liší délkou rukávů a použitým materiálem. Vepředu se uvazuje stužka provlečená poutky v blůze. Stužka může mít podobu kravaty, bolo tie („kovbojských šňůrek“) nebo mašle. Mezi běžné barvy patří tmavě modrá, bílá, šedá a černá.
Někdy jsou součástí uniformy i boty, ponožky a další doplňky. Ponožky bývají typicky tmavě modré nebo bílé a boty hnědé nebo černé mokasíny. Loose socks („shrnuté ponožky“) sice nejsou součástí předepsané uniformy, ale často se s ní nosí.

## Význam v kultuře
Sérá fuku má pro bývalé studentky nádech nostalgie a často jim připomíná poměrně bezstarostné mládí. Napodobeniny sérá fuku, které jsou populárním kostýmem o svátku Halloween a při dalších příležitostech (párty ap.), se prodávají v obchodech po celém Japonsku.
Školní uniformy jsou také populárním fetišistickým předmětem. Použité sérá fuku se prodávají v speciálních obchodech (tzv. burusera), byť v posledních letech je díky novým zákonům tento prodej velmi ztížen.
Uniforma je obecně teenagery považována za symbol konformity, a tak jejími úpravami některé odvážnější studentky vyjadřují svou individualitu. Mezi nejčastější úpravy patří prodlužování nebo zkracování sukně, vyhrnování rukávů, nenošení stužek, zakrývání nášivek a odznaků límcem atd. V minulosti nosili křiklavé sérá fuku členky některých japonských motorkářských gangů bósózoku. 
Sérá fuku a školní uniformy obecně hrají velkou roli v otaku kultuře a japonském sexuálním kánonu, o čemž svědčí obrovské množství postav oblečených ve školních uniformách v anime, manga a dódžinši.